# 王尊祜
王尊祜（？—？），男，汉族，中华人民共和国政治人物。曾任民建中央委员，民建广东省委副主委。第八届全国政协委员。